# Palazzo del Touring Club Italiano
Il Palazzo del Touring Club Italiano, anche noto come Palazzo Bertarelli, è un palazzo storico di Milano realizzato in stile eclettico. L'edificio è situato in corso Italia al civico 10.

## Storia
Il palazzo sorse fra il 1914 e il 1915 su progetto dell'ingegnere Achille Binda per ospitare la sede del Touring Club Italiano. Nell'agosto 2021, dopo un'ampia ristrutturazione, ha aperto nel palazzo un hotel di lusso del Radisson Hotel Group, il Radisson Collection Hotel, Palazzo Touring Club Milan.

## Descrizione
L'aspetto dello stabile si presenta come decisamente imponente e molto decorato: sulla facciata principale, l'ingresso è scandito da due colonne di ordine ionico sopra cui è presente un balcone con le insegne del Touring Club Italiano; nei primi due piani le finestre sono delimitate da colonne che reggono cornici decorate, mentre all'ultimo piano sono presenti finestre binate. Motivo ricorrente della decorazione della facciata sono le lesene e le sculture di fiori d'acanto.
Entrando all'interno, ci si trova nella hall con pavimento a mosaico, dove si possono notare le statue di tutti i presidenti del Touring Club e la scala in ferro battuto in stile liberty.
Dal 2021, l'immobile è stato trasformato in albergo 5 stelle della catena Radisson Hotels, su progetto dello Studio Marco Piva.